# Banderol (spreukband)

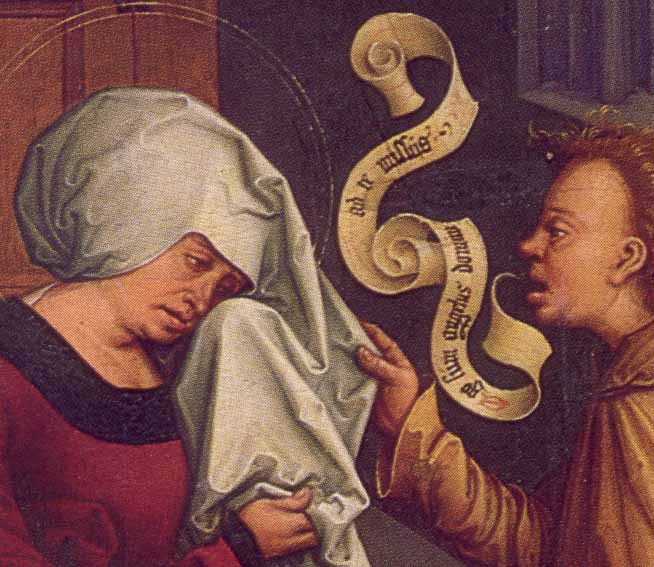
Schilderij uit 1506 waarin een banderol wordt getoond

De term banderol (spreukband) wordt gebruikt om een lange vlag of rol met een opschrift aan te duiden. De banderol werd vanaf de Middeleeuwen vooral in de religieuze schilder- en beeldhouwkunst gebruikt en kan verschillende functies hebben: het kan een verduidelijking zijn voor hetgeen wordt afgebeeld, of een gesproken of gezongen tekst weergeven. In het eerste geval is de banderol aan een voorwerp opgehangen, is los afgebeeld, of wordt door engelen gedragen; wanneer de banderol een gesproken tekst aangeeft, ontspringt deze meestal uit de mond van de persoon die de tekst spreekt of zingt. Een banderol kan ook een spreuk bevatten, zoals een lijf- of wapenspreuk die niet direct betrekking heeft op het tafereel zelf, maar wel een verwijzing is naar bijvoorbeeld een opdrachtgever.
In de kunst van de renaissance werd de banderol door engelen gedragen.
Een bekend voorbeeld in de iconografie is de tekst "Ecce Agnus Dei", naar Johannes 1:29, die vaak in een banderol boven een afbeelding van het lam Gods wordt geplaatst.

## Oorsprong naam
Het woord stamt uit Italiaans banderuola (wimpel, vaantje), dat dan weer teruggaat op Italiaans bandiera (vaandel).